# Нинцзинь (Синтай)
Нинцзи́нь (кит. упр. 宁晋, пиньинь Níngjìn) — уезд городского округа Синтай провинции Хэбэй (КНР). Смысл названия уезда — «умиротворённое Цзинь» (Цзинь — название царства, которому эти земли принадлежали в эпоху Воюющих царств).

## История
При империи Западная Хань в 196 году до н. э. был создан уезд Янши (杨氏县). Во времена узурпатора Ван Мана уезд был переименован в Гунло (功陆县), но после основания империи Восточная Хань ему было возвращено прежнее название. При империи Цзинь уезд Янши был присоединён к уезду Интао (廮陶县). При империи Северная Вэй из уезда Интао был выделен уезд Инъяо (廮遥县). При империи Северная Ци уезд Интао был присоединён к уезду Инъяо. При империи Суй в 583 году уезд Инъяо был переименован в Интао. В 596 году из него были выделены уезды Гуанъа и Дало (大陆县). При империи Тан в 742 году уезд Интао был переименован в Нинцзинь.
В августе 1949 года был создан Специальный район Синтай (邢台专区), и уезд вошёл в его состав. В мае 1958 года Специальный район Синтай был расформирован, и уезды Синьхэ и Чжаосянь были присоединены к уезду Нинцзинь, который вошёл в состав Специального района Ханьдань (邯郸专区). В 1960 году Специальный район Ханьдань был расформирован, и уезд Нинцзинь перешёл под юрисдикцию города Ханьдань. В мае 1961 года Специальный район Синтай был создан вновь, и уезд Нинцзинь вновь вошёл в его состав, лишившись при этом присоединённых в 1958 году территорий. В 1969 году Специальный район Синтай был переименован в Округ Синтай (邢台地区).
В 1993 году решением Госсовета КНР были расформированы округ Синтай и город Синтай, и образован Городской округ Синтай.

## Административное деление
Уезд Нинцзинь делится на 10 посёлков и 6 волостей.